# Convair

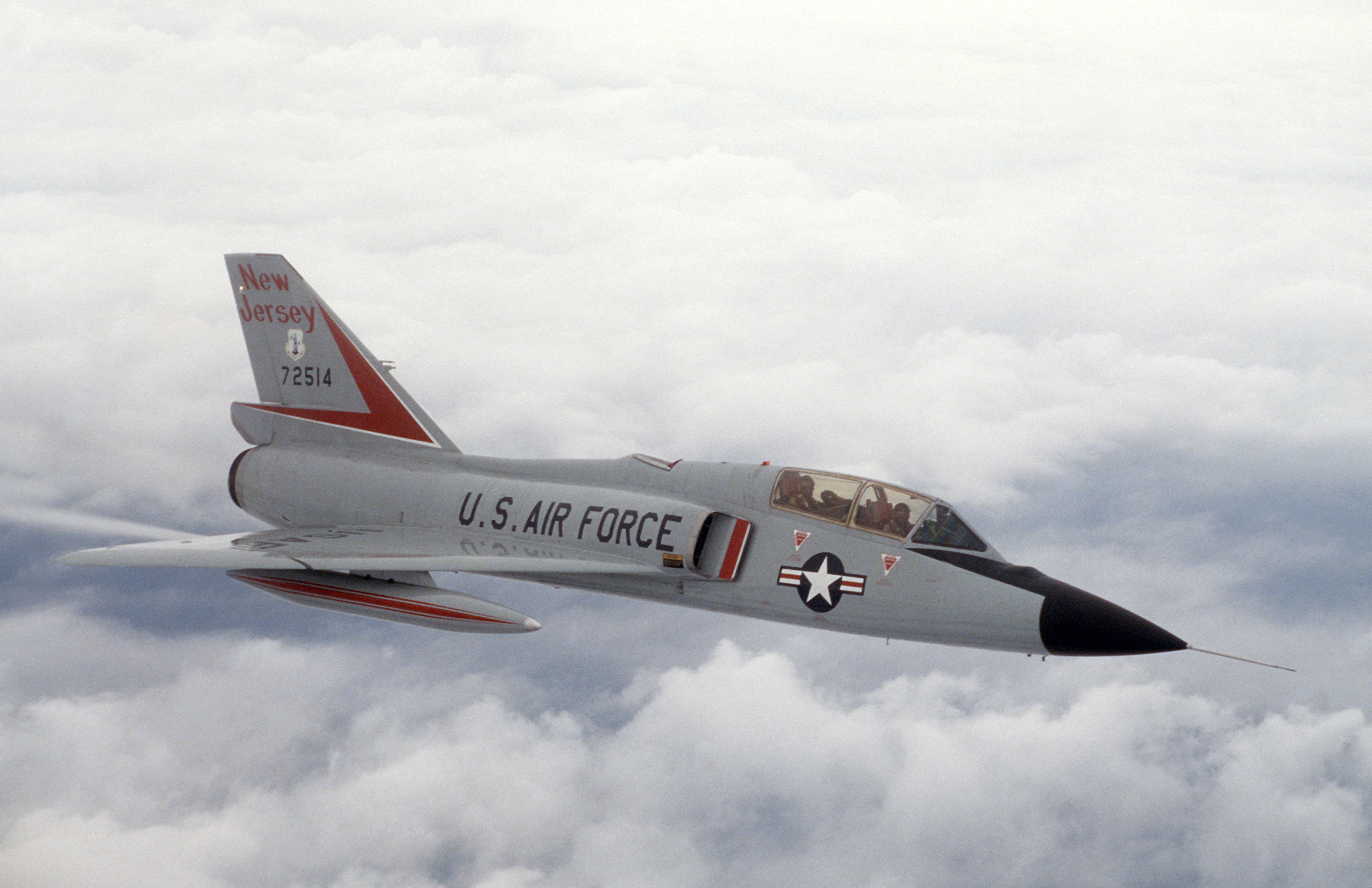
Convair F-106 Delta Dart

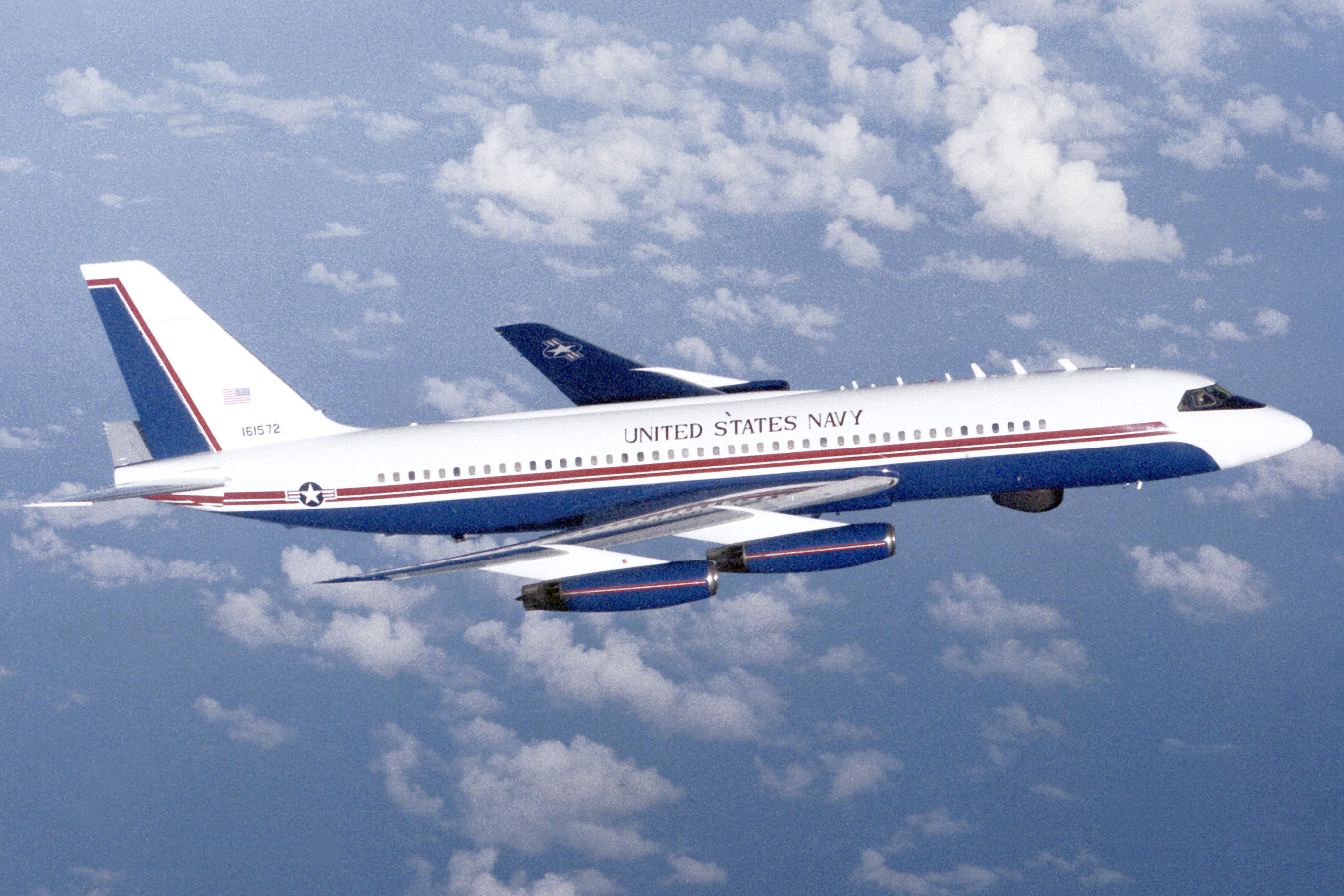
Convair 880

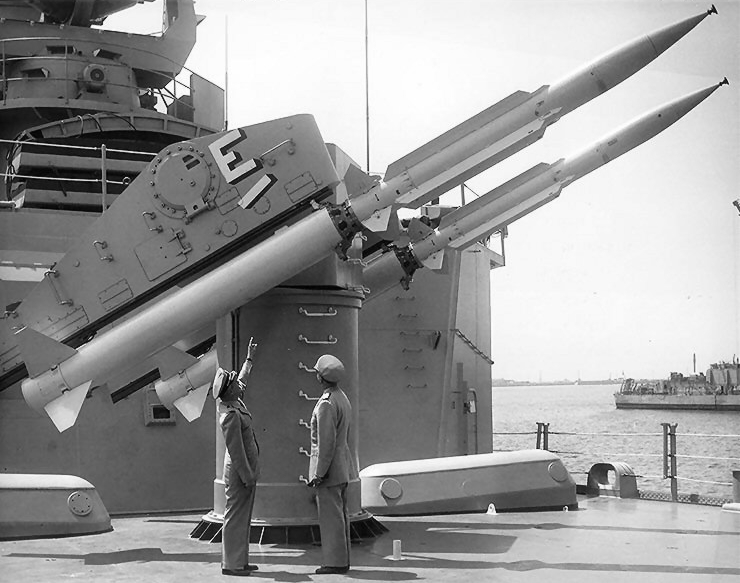
Tên lửa phòng không RIM-2 Terrier trên boong tàu USS Providence

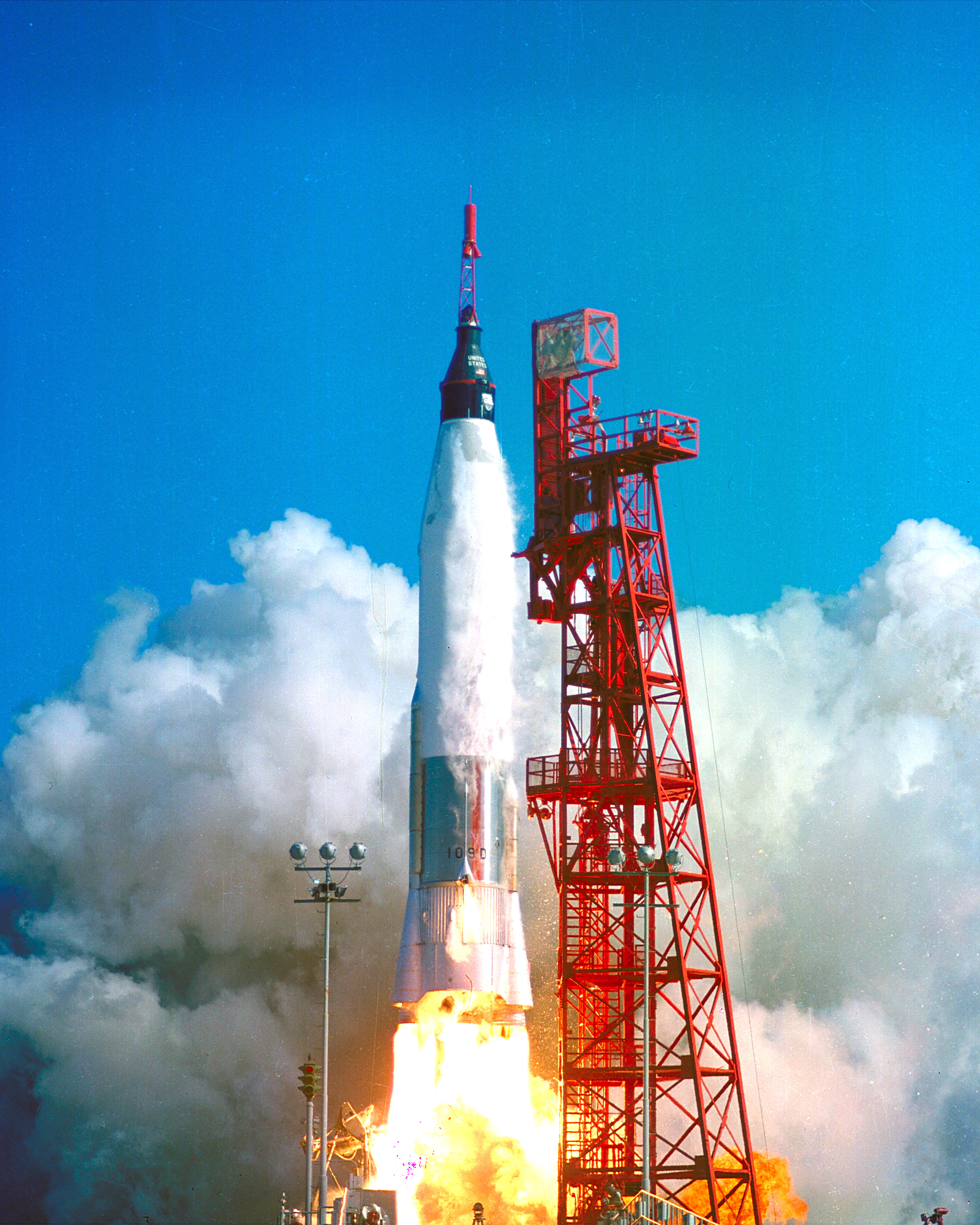
Tên lửa Atlas đang phóng lên trong sứ mệnh Friendship 7, sứ mệnh bay đưa người lên quỹ đạo đầu tiên của Mỹ.

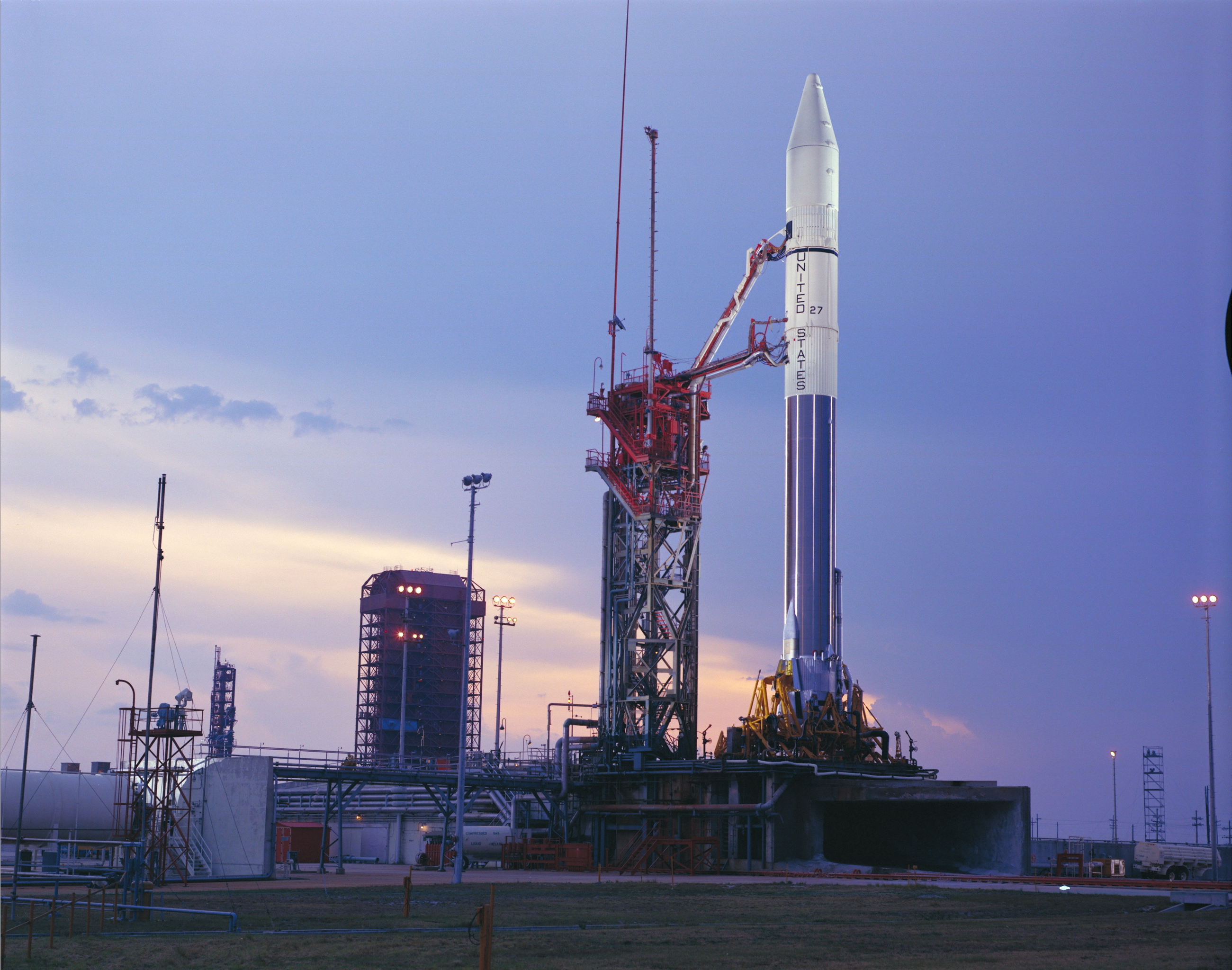
Atlas-Centaur cùng với tàu vũ trụ Pioneer 10 trên bệ phóng.

Convair, trước đó là Consolidated Vultee, là một nhà sản xuất máy bay của Mỹ, sau đó công ty mở rộng lĩnh vực sản xuất sang tên lửa và tàu vũ trụ. Convair được thành lập vào năm 1943 từ sự sáp nhập của Consolidated Aircraft và Vultee Aircraft. Năm 1953, công ty được General Dynamics mua lại, và trở thành một bộ phận của công ty này.
Convair được biết đến qua các loại máy bay quân sự mà công ty sản xuất, ví dụ như máy bay ném bom chiến lược Convair B-36 Peacemaker và Convair B-58 Hustler, và máy bay đánh chặn Convair F-102 Delta Dagger và Convair F-106 Delta Dart. Công ty cũng là nhà sản xuất các tên lửa Atlas thế hệ đầu, chính những tên lửa đẩy này đã đưa các nhà du hành lên vũ trụ trong Chương trình Mercury. Các tên lửa đẩy Atlas-Centaur do Convair thiết kế sau đó cũng rất thành công và các thiết kế tên lửa dẫn xuất của nó vẫn còn được sử dụng đến năm 2020.
Convair cũng tham gia thị trường máy bay phản lực chở khách thương mại với thiết kế Convair 880 và Convair 990. Đây là những mẫu máy bay nhỏ hơn so với các máy bay khác đương thời như Boeing 707 và Douglas DC-8, nhưng lại bay nhanh hơn. Sự kết hợp của các tính năng này đã không tìm được một thị trường thích hợp có lợi nhuận và công ty đã rời khỏi lĩnh vực máy bay chở khách thương mại. Tuy nhiên, kinh nghiệm trong sản xuất các mẫu máy bay này đã giúp công ty trở thành một nhà thầu phụ chính sản xuất thân máy bay.
Năm 1994, hầu hết các bộ phận của công ty được General Dynamics bán cho McDonnell Douglas và tập đoàn Lockheed, các bộ phận còn lại ngừng hoạt động vào năm 1996.

### Máy bay

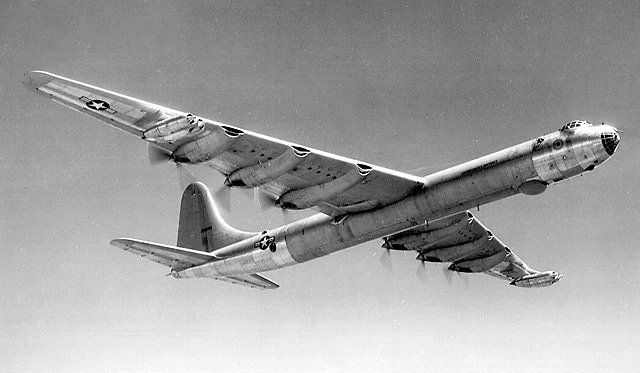
Convair B-36 Peacemaker, sử dụng cả động cơ piston và động cơ phản lực ở các phiên bản sau này

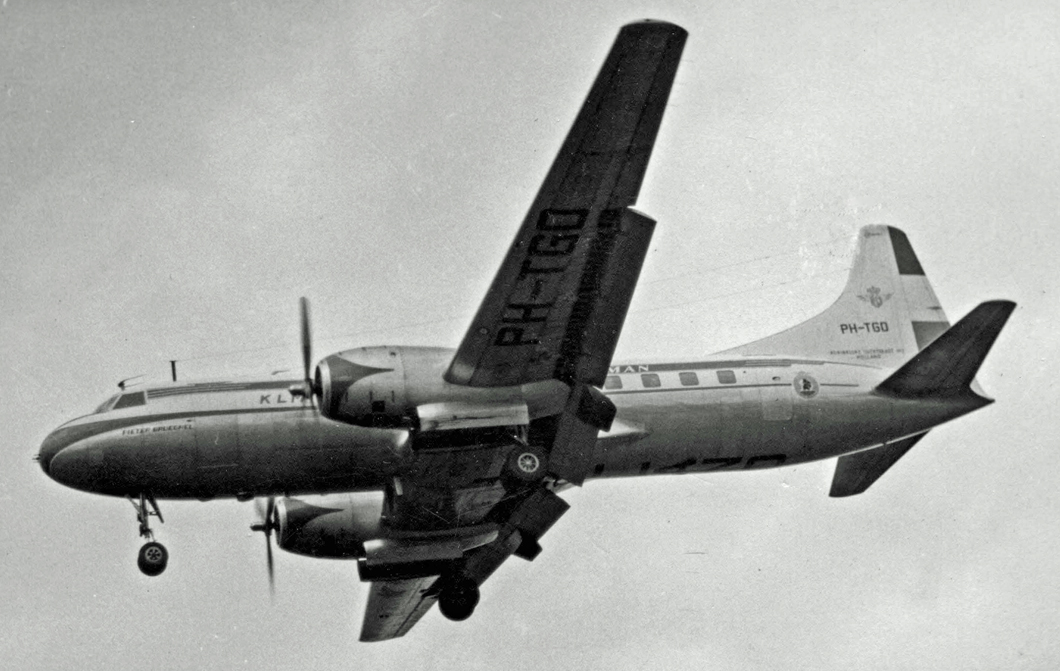
Convair CV-340

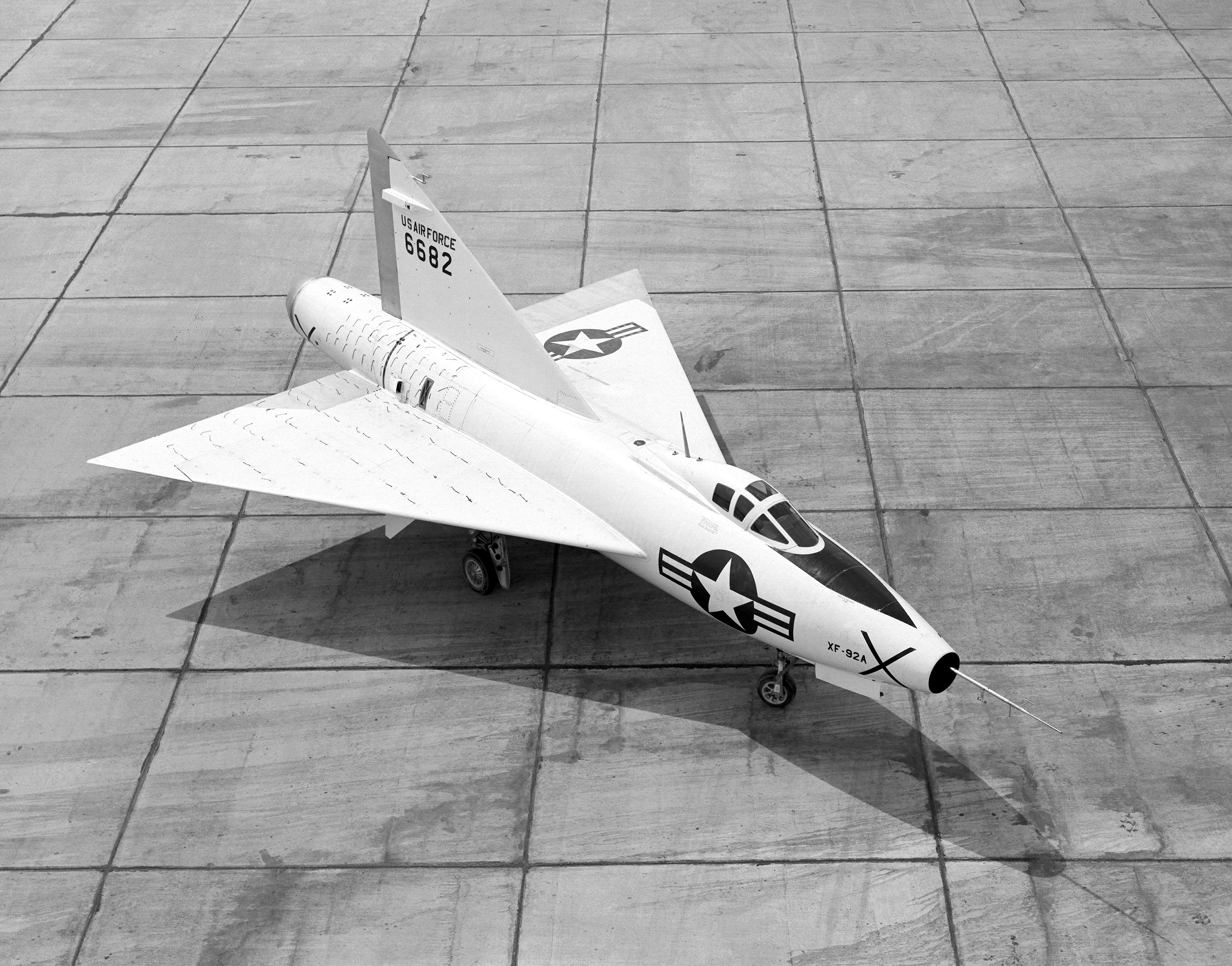
Chiếc XF-92A là chiếc máy bay cánh delta đầu tiên của Mỹ

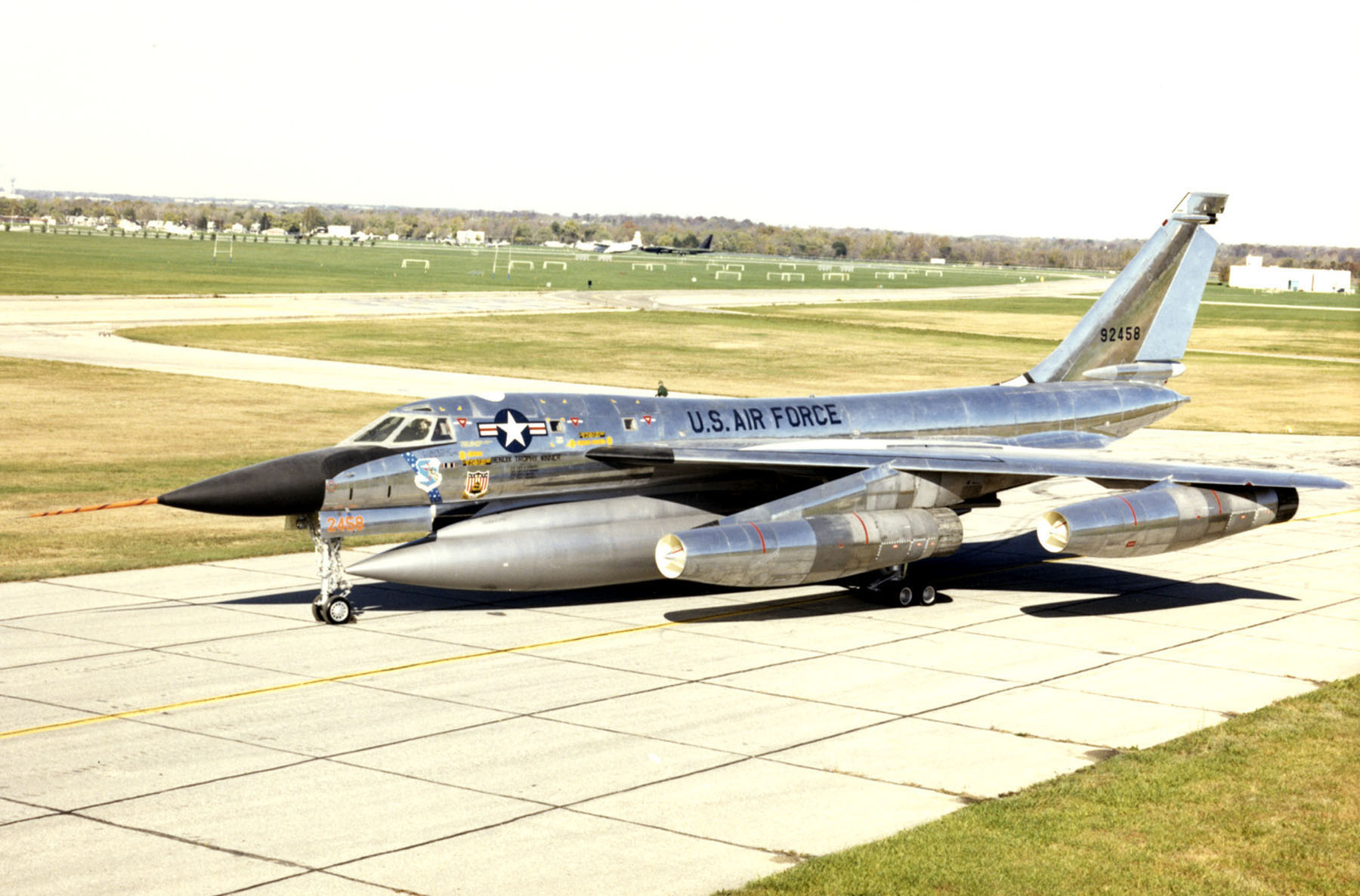
Convair B-58 Hustler

## Lịch sử